# Döppersberg

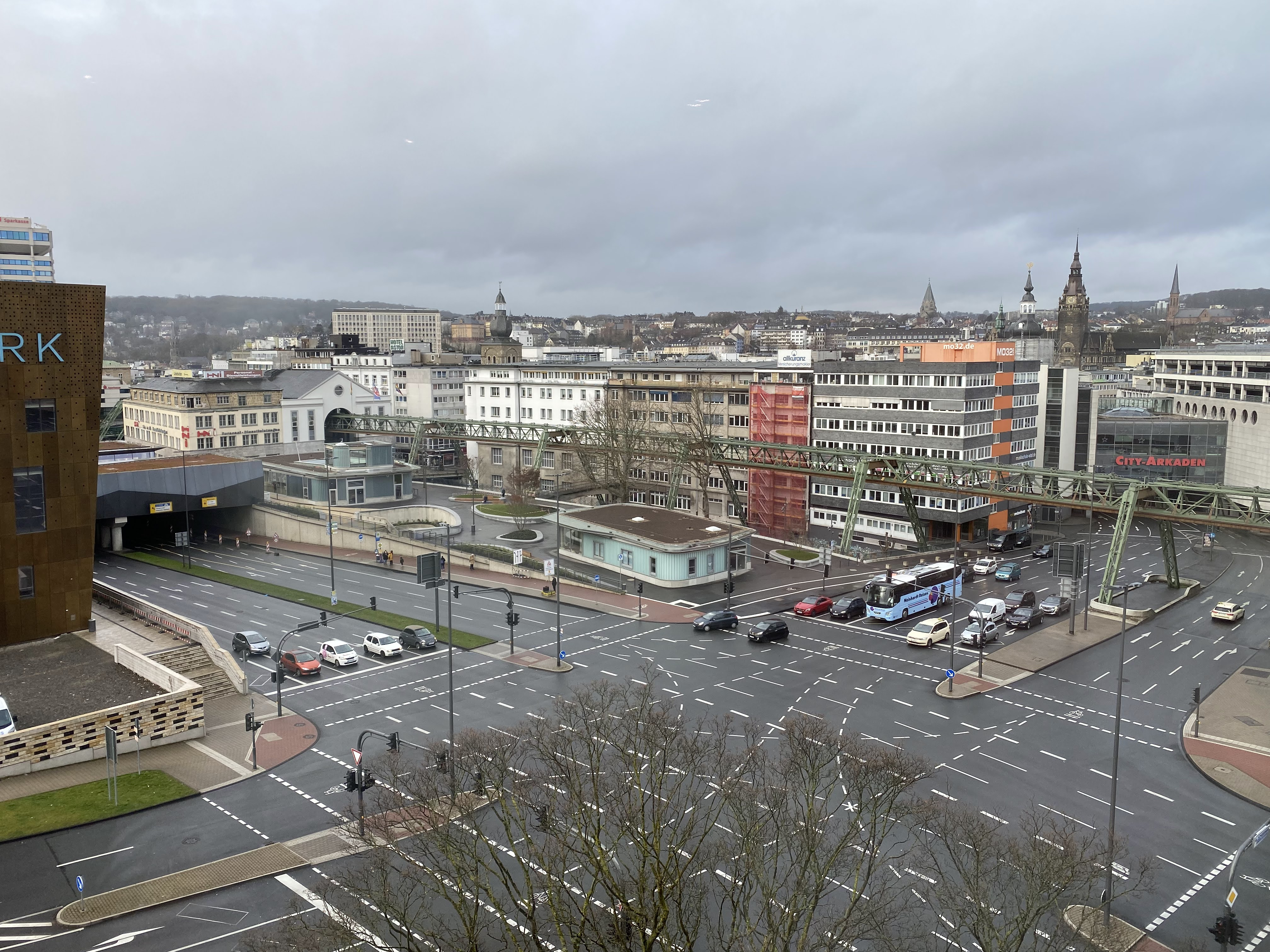
Der Döppersberg als Verkehrsknotenpunkt

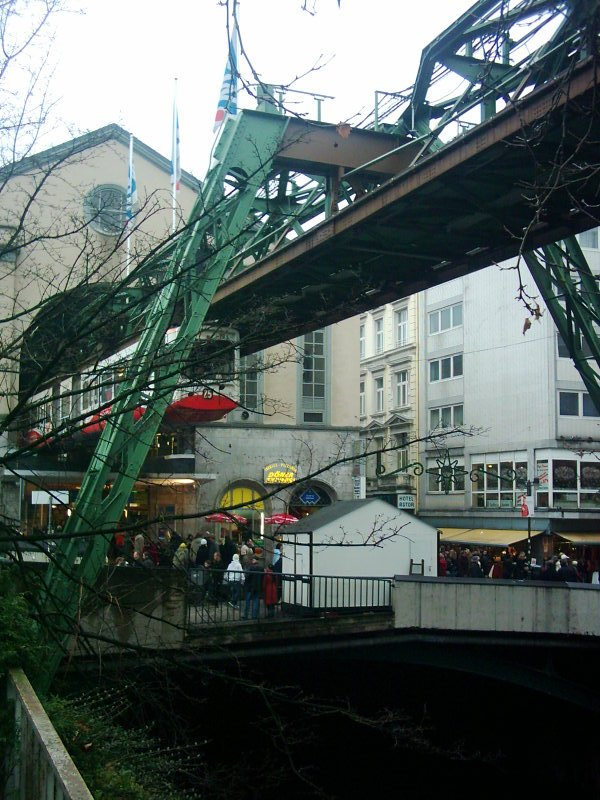
Schwebebahnhaltestelle Döppersberg

Der Döppersberg ist ein innerstädtischer Bereich und ein Verkehrsknotenpunkt am Ende der Straße Döppersberg in Wuppertal-Elberfeld. Hier befinden sich der Hauptbahnhof der Stadt, die wichtigste Haltestelle der Schwebebahn sowie das südliche Ende der Elberfelder Fußgängerzone. In den 2010er Jahren wurde der Bereich komplett neu gestaltet.

## Geschichte

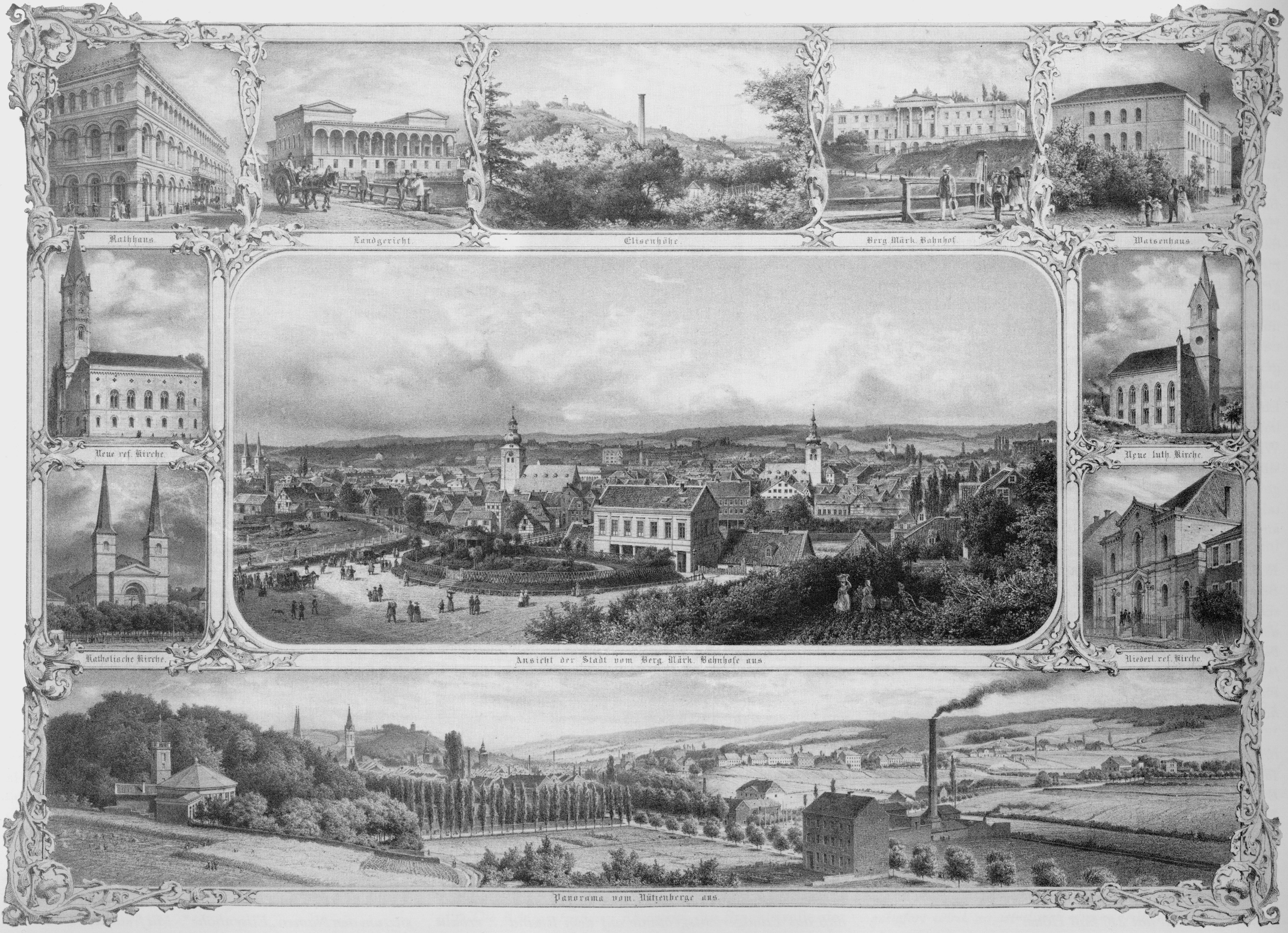
Brausenwerth und Döppersberg um 1855 (mittlere Ansicht), Lithographie von Wilhelm Riefstahl

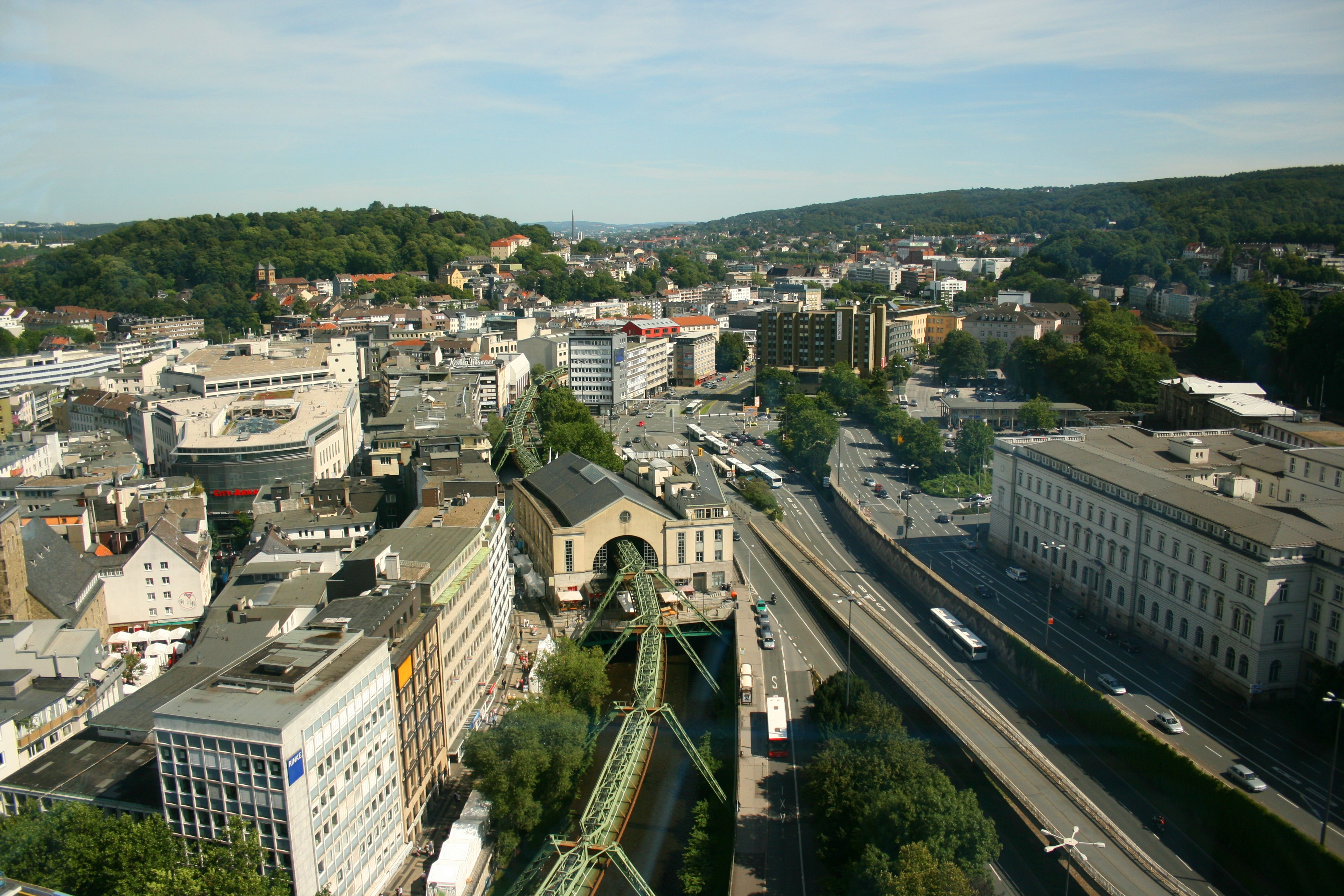
Schwebebahnhaltestelle mit Köbo-Haus an der Kreuzung Döppersberg, Blick vom Turm der Stadtsparkasse Wuppertal, 2008 (vor dem Umbau)

Der Name Döppersberg soll auf die lokale Bezeichnung für Topfmacher – „Döppesbäcker“ – zurückgehen. Ursprünglich war dieser Name für den ansteigenden Hang am linken Wupperufer südwestlich des historischen Stadtkerns von Elberfeld in Gebrauch. Er war lange Zeit unbebaut und von der Innenstadt nicht direkt, sondern nur über den Umweg über die Isländer Brücke zu erreichen. Zwischen Hang und Fluss befand sich noch ein flaches Gebiet, der Brausenwerth, der als Jahrmarktplatz und als Richtstätte diente.
Erst mit dem Bau der Stammstrecke der Düsseldorf-Elberfelder Eisenbahn-Gesellschaft und dem Bau des späteren Hauptbahnhofes 1846 in der Hanglage an der Ortslage Am Döppersberg begannen radikale Veränderungen. Man brach einige Altstadthäuser ab und führte durch diesen Durchbruch vom alten Elberfelder Marktplatz, der Freiheit, eine direkte Verbindung auf das Hauptportal des Bahnhofes zu. Dabei musste eine neue Brücke über die Wupper angelegt werden, die den Namen Döppersberger Brücke erhielt. Um den Höhenunterschied Freiheit – Bahnhof zu überwinden, musste diese Straße ein durchgehendes Gefälle aufweisen. Auch die Fahrbahn der mit klassizistischen Stilmerkmalen (Pfeilergestaltung, Bogenform und Geländerformen) ausgestatteten Brücke wurde geneigt errichtet. Östlich des Bahnhofs entstand zwischen 1857 und 1860 das Dürer-Haus, das heute das Wuppertal Institut für Klima, Umwelt, Energie beherbergt.
In der Folgezeit ging immer mehr der Name Döppersberg auf den sich rasant entwickelnden neuen Stadtbereich zwischen Stadt und Bahnhof über. Waren in der ersten Hälfte noch die Gebiete westlich und nördlich der Innenstadt (Neumarkt, Luisenstadt, Herzogstraße) die städtebaulichen Zuwachsgebiete, entwickelte sich nun der Döppersberg in der zweiten Hälfte des 19. Jahrhunderts zum Zentrum der Citybildung. Hier siedelten sich Hotels wie das Hotel Kaiserhof und das Hotel Europäischer Hof und Verwaltungsbauten wie die Reichsbahndirektion Elberfeld (die spätere Bundesbahndirektion) an, zudem wurden hier das Stadttheater am Brausenwerth und die Badeanstalt Brausenwerth (auf dem Gelände des ehemaligen Schlachthauses am Brausenwerth) errichtet. Von 1893 bis 1937 bestand hier das Kaiser-Wilhelm-Denkmal von Gustav Eberlein, auf dem östlichen Teil des Bahnhofsvorplatzes wurde 1922 der Elberfelder Brunnen aufgestellt.
Spätestens mit der Einweihung der Wuppertaler Schwebebahn entwickelte sich der Döppersberg auch zum klaren Verkehrsmittelpunkt Elberfelds. Die Schwebebahngesellschaft errichtete hier um 1900 die wichtigste und bis heute verkehrsreichste Schwebebahnstation Döppersberg; die Straßenbahnlinien der Tallinie und der meterspurigen Linien kreuzten sich hier. Immer mehr wurden die ehemaligen Freiflächen bebaut, so dass sich das Erscheinungsbild radikal wandelte. Lag um 1800 hier noch eine Kleinstadt an einem Gebirgsfluss, der weite Überschwemmungsflächen benötigte, bot sich um 1930 das Bild einer dicht bebauten verkehrsreichen Großstadt, in der eine kanalisierte und gebändigte Wupper kaum noch in Erscheinung trat. Mit dem Neubau der Schwebebahnstation 1926, der notwendig war, um die außerordentlich starken Verkehrsströme zu bewältigen, wurde der Fluss auch vollständig von einem massiven Gebäude, dem Köbo-Haus, überbaut. Die alte langgestreckte Brücke wurde ersetzt und ist als Flussüberquerung nicht mehr spürbar.
In den Jahren 1940–1942 wurde unter dem Döppersberg ein Tiefbunker gebaut, der 1990 instand gesetzt wurde. Im Ernstfall bot er Schutz für 950 Personen, ab 2019 wurde er zu einem Club umgebaut. Die Luftangriffe auf Wuppertal während des Zweiten Weltkriegs bedeuteten extreme Zerstörungen für den Döppersberg. Theater und Schwimmbad wurden vernichtet, etliche Bürgerhäuser zerstört. Der Wiederaufbau wurde durch die Planungen der neuen Talstraße (Bundesstraße 7) abgebrochen, die für notwendig gehalten wurde, um den Individualverkehr durch die Talachse zu geleiten. Für den Döppersberg bedeutete dies einen weiteren, einschneidenden Gesichtswandel. Ein Großteil der Gebäude zwischen Wupper und Bahnhof wurde entfernt, man legte eine großzügige Kreuzung, menschenleere Grünrestflächen und gewaltige Rampenbauwerke an, zwischen denen sich die zentrale Straßenbahnhaltestelle, später der Busbahnhof befand. Für Fußgänger war hier kein Platz mehr, der Fußweg Bahnhof – Innenstadt wurde in eine Unterführung geleitet.
Im Rahmen des Rhein-Ruhr-Verkehrsverbundes wurden die Schwebebahnstation Döppersberg und der damalige Busbahnhof in „Wuppertal Hbf (Döppersberg)“ umbenannt, dies soll die Umsteigebeziehungen verdeutlichen.

### Tunnel Döppersberg
Bei diesem ersten (autogerechten) Umbau des Döppersbergs in den Jahren um 1960 und dem in beiden Richtungen zweispurigen Ausbau der B 7 wurde für den kreuzungsfreien Fußgängerverkehr zwischen Innenstadt, Busbahnhof und Hauptbahnhof eine Tunnelvariante gewählt. Dieser Fußgängertunnel war etwa 150 Meter lang und begann unmittelbar nördlich der Döppersberger Brücke, die eine Verbindung über die Wupper zu der sich anschließenden Alten Freiheit als Beginn der Fußgängerzone Elberfelds und zum Schwebebahnhof bildet. In seinem Verlauf Richtung Süden war er auf den ersten ca. 30 Metern als offene und leicht abwärts führende Rampe ausgeführt, um die B 7 zu unterqueren. Danach stieg er kontinuierlich an um eine stufenfreie Erreichbarkeit der unteren Ebene des Wuppertaler Hauptbahnhofs zu ermöglichen. Es gab drei abzweigende Aufgänge, die zum Busbahnhof, zur Straße Döppersberg und zur Bahnhofstraße führten. Im unteren, nördlichen Abschnitt des Tunnels befanden sich beiderseits der Passage kleinere Geschäfte. Der Tunnel war ausgelegt für die tägliche Passage von 60.000 Bürgern. Die Kosten für das Bauwerk lagen bei 3,25 Millionen Deutsche Mark.
Der Tunnel wurde am 1. Dezember 1961 vom damaligen Oberbürgermeister Heinz Frowein feierlich der Öffentlichkeit übergeben. Wurde der Tunnel mit der eingesetzten modernen Technik – er war auf der gesamten Länge mit Neonröhren beleuchtet – seinerzeit als städte- und verkehrsbaulich wegweisendes Projekt gefeiert, so waren zuletzt die Spuren des jahrelangen Instandhaltungsstaus unübersehbar und er wurde nicht nur in den Abend- und Nachtstunden vielfach als Angstraum empfunden. In den letzten Jahren trug der Tunnel wegen seines teilweise penetranten Geruchs den Beinamen „Harnröhre“. Im Zuge des stattfindenden Umbaus des Döppersbergs wurde der Tunnel am 19. Januar 2015 geschlossen und durch eine Brücke zum Hauptbahnhof ersetzt.

## Planungen und Umbau

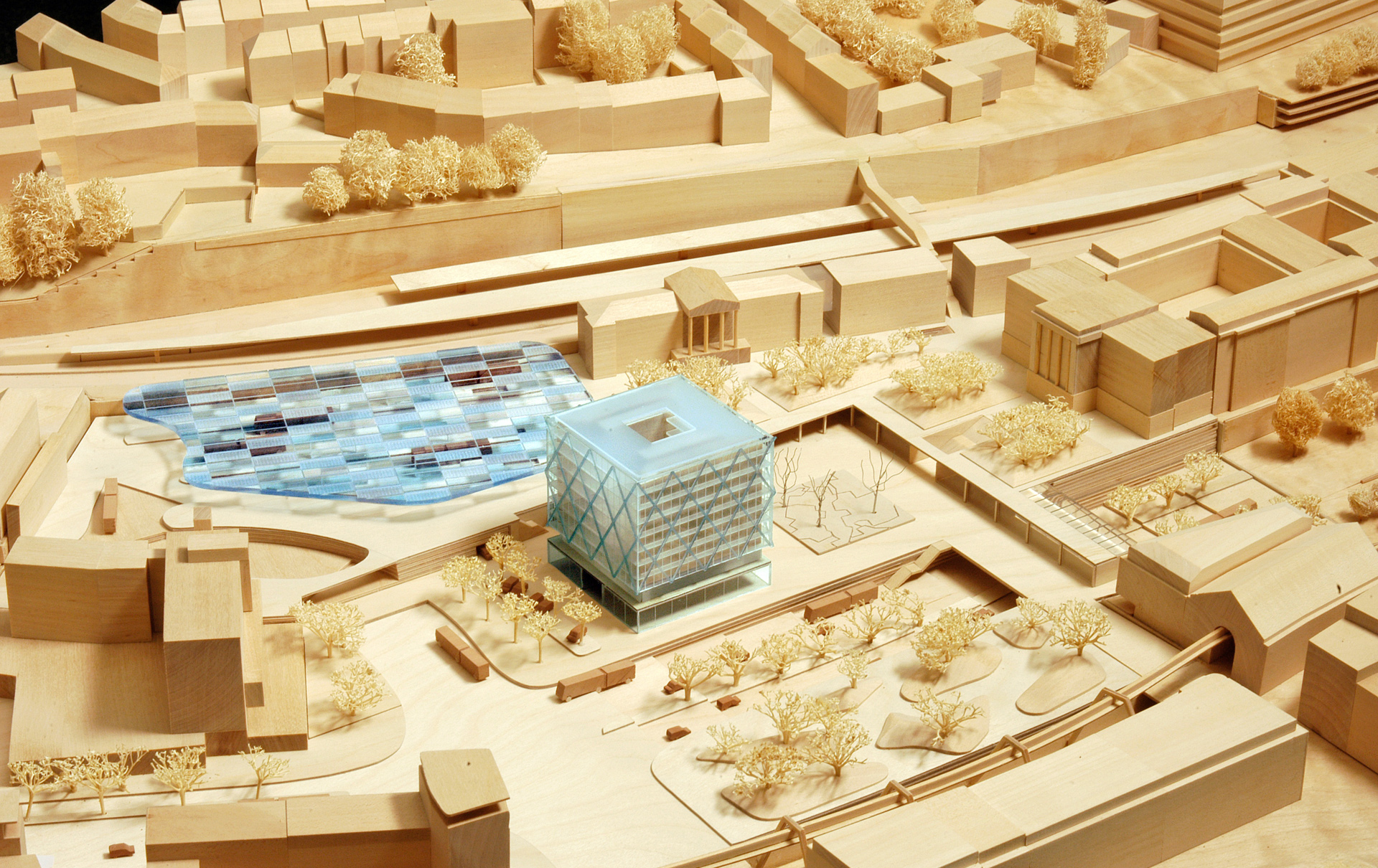
Foto des Wettbewerbsmodells für das Areal am Hauptbahnhof Wuppertal-Döppersberg mit dem Entwurf von JSWD Architekten aus Köln

In den 1990er Jahren wurde dieser Zustand nicht mehr akzeptiert. Ein städtebaulicher Wettbewerb brachte das Kölner Architekturbüro JSWD als Sieger hervor, es schlug eine Neuorganisation der Kreuzung, einen Neubau des Busbahnhofs neben dem Hauptbahnhof, eine Neuerrichtung von Bürogebäuden und eine oberirdische Fußgängerverbindung vor. Diese Pläne wurden seit 2010 im Zuge der Regionale 2006 schrittweise bis 2018 umgesetzt.

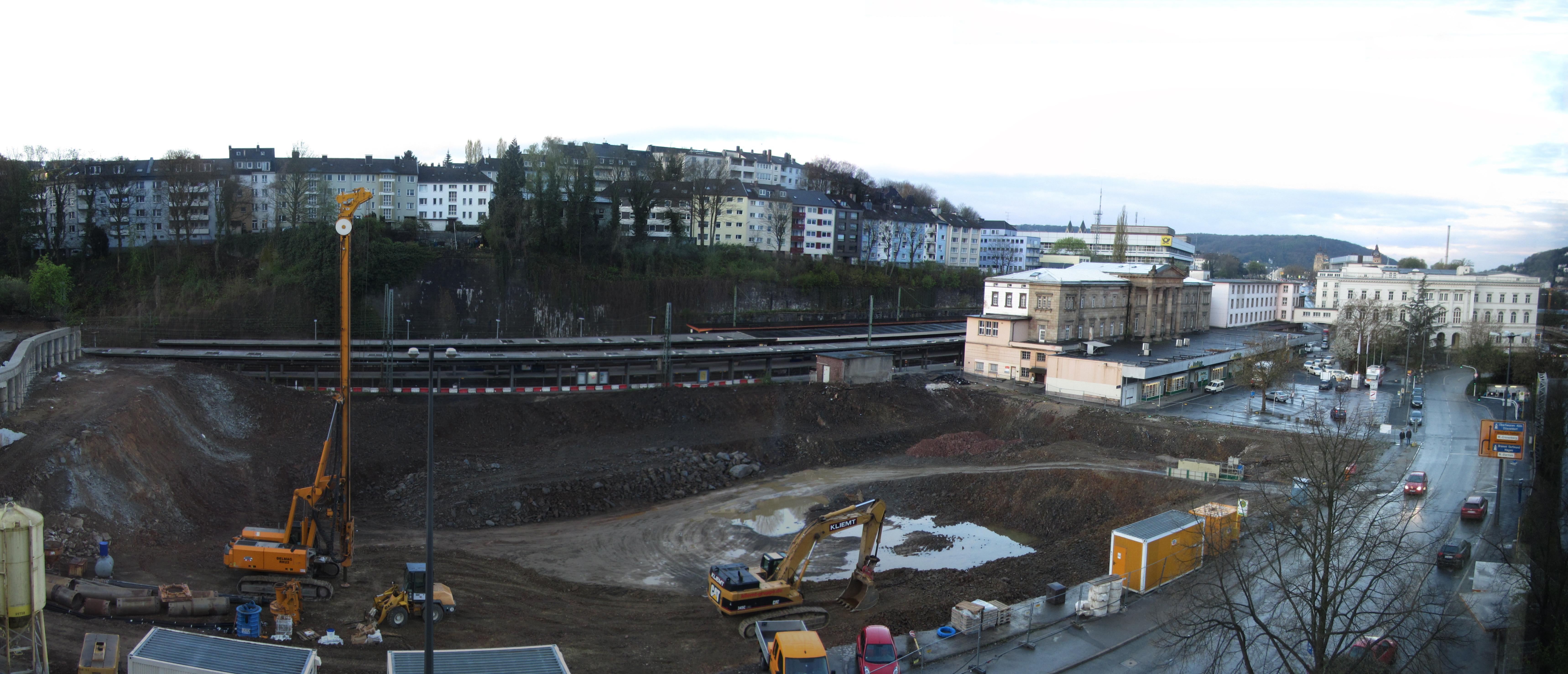
Baustelle am Döppersberg im April 2012

Über die tiefergelegte Bundesstraße B7 führt nun eine bebaute Fußgängerbrücke entlang einer Einzelhandelszone über den Vorplatz in die neue Bahnhofsmall. Die teilweise perforierte Kalksandstein-Fassade des Parkhauses und der Mall prägt die neue Fußgängerzone vor dem Bahnhof. Die Aluminiumdächer der Bussteige haben abgerundete Kanten und werden von leicht gekippten Stützenbündeln getragen. Die Anordnung der Stützen der Mall folgt diesem Entwurf.
Nachdem lange Zeit Unklarheit bezüglich der Finanzierung geherrscht hatte, konnte man sich im Laufe des Jahres 2007 mit der Landesregierung von Nordrhein-Westfalen einigen. Die Stadt musste sich, nach einer Kalkulation aus dem Jahr 2007, an dem 90 Millionen Euro teuren Projekt mit einem Drittel beteiligen. Die Kalkulation sollte sich als nicht tragfähig erweisen. Man hoffte, die Deutsche Bahn mit in die Verantwortung nehmen und den Hauptbahnhof gleichzeitig modernisieren lassen zu können. Die DB aber vertrat die Haltung, dass dieser Bahnhof nicht oberste Priorität genieße, sondern zuvor vier andere Bahnhöfe in NRW modernisiert werden müssten. Im Januar 2018 gab die Deutsche Bahn dann bekannt, dass sie das Bahnhofsgebäude gemeinsam mit mehreren Nebengebäuden verkaufen möchte. Das zweistufige Auswahlverfahren entschied ein Investor aus der Region im Juli 2022 für sich. Im Juni 2024 wurde die Genehmigung für den Umbau des denkmalgeschützten Gebäudes erteilt.
Bevor die eigentlichen Baumaßnahmen 2010 begannen, mussten einige Randmaßnahmen in Angriff genommen und abgeschlossen werden. So wurde der Südstraßenring bis Ende 2007 mit Freigabe der Blücherbrücke neu gestaltet, und im Jahr 2008 wurden Reparaturmaßnahmen an der Brausenwerther Brücke und der Ohligsmühler Brücke vorgenommen. Gleichzeitig wurde am Robert-Daum-Platz eine Baustelle eingerichtet und auch hier eine Wupperbrücke repariert.

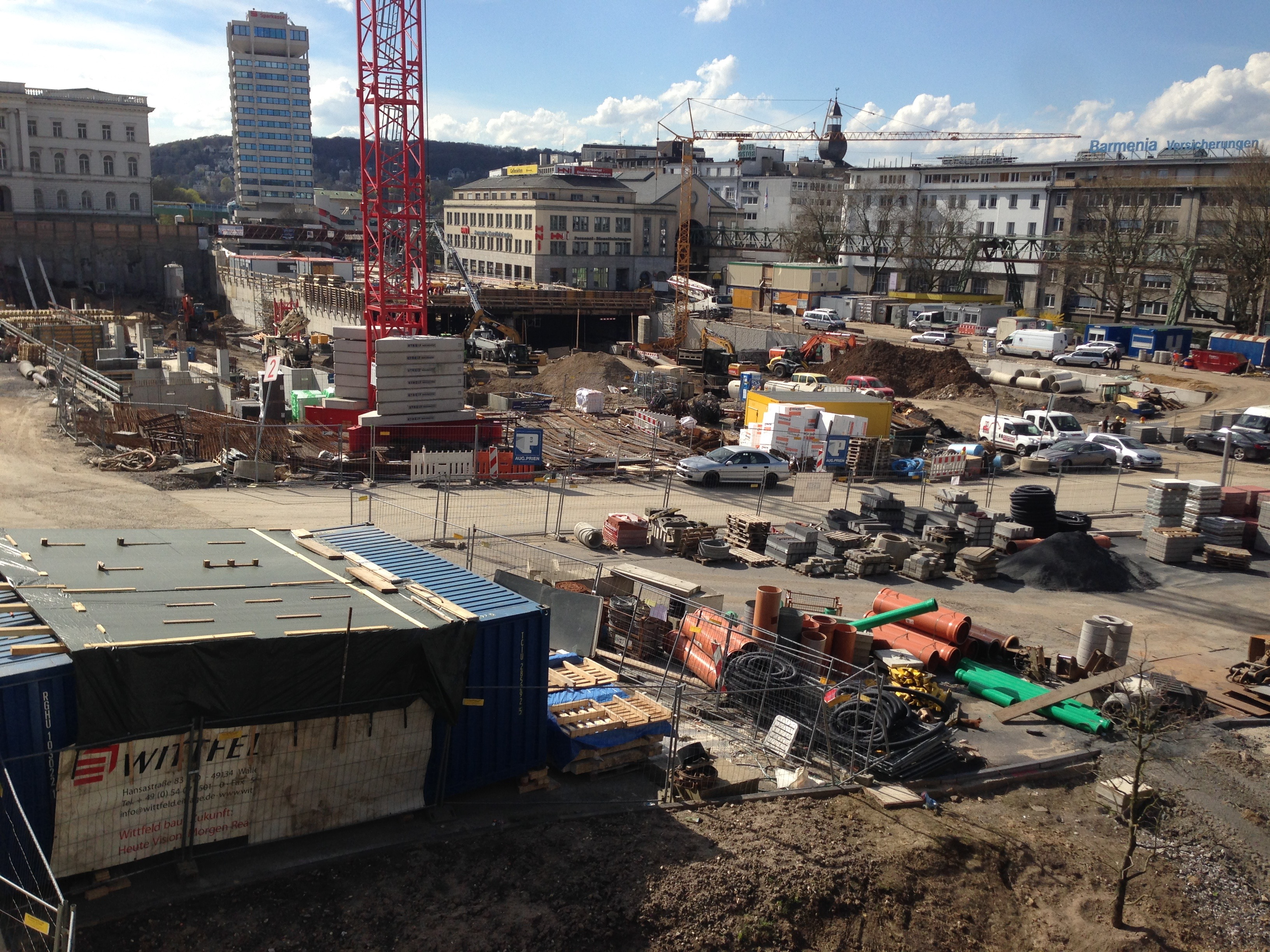
Die Baustelle im April 2016

Die eigentlichen Umbaumaßnahmen starteten im Dezember 2010 mit dem Abriss eines Querriegels neben dem Bahnhofsgebäude. Von März bis August 2011 wurde die Brücke Immermannstraße vorzeitig abgerissen. Im September 2011 wurde der neue Busabstellplatz fertiggestellt. Im Oktober 2011 wurde mit den Erdarbeiten zum Bau der neuen Tiefgarage und des neuen Busbahnhofs begonnen. Im November 2011 wurde der Flutgraben unterhalb des Döppersbergs für die geplante Tieferlegung der B 7 trockengelegt. Im Dezember 2011 wurde mit dem Bau der neuen Stützmauer am Wuppertal Institut begonnen.
Ab Ende Oktober 2012 wurde die Straße Döppersberg gesperrt und tiefer gelegt. Ab Ende November 2012 folgte der Abriss des östlichen Teils des Vorbaus. Die Mieter, ein Drogeriemarkt, eine Bankfiliale, eine Bäckerei und eine Kneipe wurden zum 30. September 2012 gekündigt und schlossen im August und September 2012 ihre Filialen. Der westliche Teil des Vorbaus sowie der Tunnel Döppersberg und der Busbahnhof blieben bis Ende 2014 in Betrieb. Währenddessen wurde auch der Wall für den Zweirichtungsverkehr (für Busse & Taxis) umgebaut. Nach Schließung des Tunnels Döppersberg ist der Hauptbahnhof nun durch eine Fußgängerbrücke mit der Innenstadt verbunden. Gleis 1 ist über den neugestalteten Busbahnhof und die Anbindung an die Fußgängerbrücke barrierefrei zu erreichen. Die Gleise 2 und 3 sowie 4 und 5 sind per Aufzug erreichbar.
Der Investor Signature Capital GmbH hat zwischen 2015 und 2017 gemeinsam mit dem internationalen Architekturbüro Chapman Taylor ein zwischen Hauptbahnhof und der Elberfelder Innenstadt gelegenes Geschäftshaus mit mehreren Tausend Quadratmetern Einzelhandelsfläche errichtet. Nach dem Innenausbau eröffnete am 16. April 2018 Primark als Ankermieter seine 29. in Deutschland ansässige Filiale.
Die B 7 war vom 21. Juli 2014 bis zum 10. Juli 2017 zwischen Brausenwerth und Kasinostraße gesperrt.
Die Kosten für das Projekt stiegen im Lauf der Jahre von den oben genannten 90 Millionen Euro über 105 Millionen und 140 Millionen auf etwa 150 Millionen Euro. Da die Fördermittel auf 65 Millionen Euro gedeckelt waren, erhöhte sich der Anteil der Stadt von den anfänglichen 30 Millionen auf mehr als 80 Millionen Euro bei einem ersten abschließenden Kassensturz 2019.